# Paysage fluvial avec la parabole du semeur
Paysage fluvial avec la parabole du semeur est un tableau peint par Pieter Bruegel l'Ancien en 1557. Il est conservé au Timken Museum of Art à San Diego.

## Description
La composition rappelle celle de la Chute d'Icare, une rivière terminée par un large estuaire divisant en deux le tableau.
Le tableau, dans sa partie gauche, illustre la parabole du semeur racontée par certains Évangiles, selon laquelle les grains jetés par le semeur sont stériles ou produisent au contraire une grande quantité de fruits selon l'endroit où ils sont semés. Dans la partie droite, un groupe de personnages s'embarque : il s'agit des apôtres qui ont reçu pour mission d'aller prêcher les Évangiles.